# Poggea
Poggea es un género de plantas de plantas fanerógamas con siete especie de arbustos perteneciente a la familia de las achariáceas

## Especies
- Poggea alata
- Poggea gossweileri
- Poggea kamerunensis
- Poggea klaineana
- Poggea longepedunculata
- Poggea ovata
- Poggea stenura